# Richard Wall Lyman
Richard Wall Lyman (* 18. Oktober 1923 in Philadelphia, Pennsylvania; † 27. Mai 2012 in Palo Alto, Kalifornien) war US-amerikanischer Historiker, Hochschullehrer und von 1970 bis 1980 Präsident der Stanford University.

## Leben
Nach dem Schulbesuch leistete Lyman während des Zweiten Weltkrieges zwischen 1943 und 1946 seinen Wehrdienst im US Army Air Corps und begann im Anschluss ein Studium am Swarthmore College in Philadelphia, das er 1947 mit einem Bachelor of Arts beendete. Ein daran anschließendes postgraduales Studium der Geschichte an der Harvard University schloss er 1948 mit einem Master of Arts ab. Während dieser Zeit wurde er Mitglied der akademischen Gemeinschaft Phi Beta Kappa und studierte danach mit Unterstützung durch ein Stipendium des Fulbright-Programms an der London School of Economics and Political Science.
Nach seiner Rückkehr übernahm er 1953 eine Professur an der Washington University in St. Louis und lehrte dort bis 1958. Daneben erwarb er 1954 einen Ph.D. an der Harvard University.
1958 erfolgte seine Berufung zum Professor für Geschichte an der Stanford University, an der er bis zu seiner Emeritierung lehrte. Während dieser Zeit war Lyman, der 1959 ein Guggenheim-Stipendium erhielt, außerdem von 1967 bis 1970 Provost und von 1970 bis 1980 Präsident von Stanford.
Nach Beendigung dieser Tätigkeit war er von 1980 bis 1988 Präsident der Rockefeller-Stiftung. Im Laufe seiner akademischen Lehr- und Forschungstätigkeit engagierte er sich als Mitglied der American Academy of Arts and Sciences, der American Philosophical Society, der American Historical Association, des Council on Foreign Relations sowie der Royal Historical Society.
Während seiner Präsidentschaft von Stanford musste er sich oft den Protesten von Studenten stellen. Er engagierte sich erfolgreich für die Zulassung von mehr schwarzen Studenten und tilgte die Darstellung eines nordamerikanischen Indianers aus dem Logo der Sportmannschaften der Universität. Er war überzeugtes Mitglied der Demokratischen Partei.